# Yayaya (chanson)
Pour les articles homonymes, voir Yayaya.
Singles de T-ara
Bo Peep Bo Peep
(2011) Roly-Poly
(2012)
Yayaya est le 2e single japonais du groupe T-ara, sorti le 30 novembre 2011 au Japon. Il sort sous 3 formats différents, CD, CD+DVD Type A et CD+DVD Type B. Il arrive 7e à l'Oricon. Il se vend à 31 801 exemplaires la première semaine et reste classé 15 semaines pour un total de 45 190 exemplaires vendus. Yayaya se trouve sur l'album Jewelry Box.

## Liste des titres
| 1. | Yayaya (Japanese ver.)   |  |
| 2. | Roly-Poly (Korean ver.)  |  |
| 3. | Yayaya (Instrumental)    |  |
| 4. | Roly-Poly (Instrumental) |  |

| 1. | Yayaya Music Video (Japan Original ver.) |  |

| 1. | Yayaya Music Video (Dance Feature ver.) |  |